# Vidoje Žarković
Vidoje Žarković, črnogorski politik, * 1927, † 2000.
Žarković je bil:
- predsednik Izvršnega sveta Črne gore (5. maj 1967-7. oktober 1969),
- predsednik Ljudske skupščine Črne gore (6. oktober 1969-april 1974),
- predsednik Centralnega komiteja Zveze komunistov Črne gore (1984) in
- predsednik Predsedstva Zveze komunistov Jugoslavije (1985-1986).